# Мансалли, Абдули
Абдули «Кенни» Мансалли (англ. Abdoulie "Kenny" Mansally, 27 сентября 1989 года, Банжул) — гамбийский футболист.

## Карьера

### Клубная
Начинал свою карьеру на родине в клубе «Реал де Банжул». В 2007 году во время выступлений на Чемпионате мира среди молодёжных команд в Канаде на гамбийца обратил внимание главный тренер американского клуба MLS «Нью-Инглэнд Революшн» Стив Никол. Вскоре он пригласил его к себе в команду вместе с соотечественником Сайнеем Ньясси. Всего в главной американской футбольной лиге Мансалли провел 11 сезонов. В 2017—2018 годах футболист выступал в Финляндии за «ПС Кеми» и «Интер» (Турку) Последней клубом в его биографии пока значится «Шарлотт Индепенденс».

### В сборной
За сборную Гамбии Кенни Мансалли дебютировал 14 июня 2008 года в матче отборочного турнира Чемпионата мира по футболу 2010 года против Алжира (1:0). Всего за национальную команду он провел 16 матчей.

## Общественная деятельность
Футболист является учредителем фонда «Mansally Foundation», направленный на помощь своим соотечественникам. Главная задача благотворительной организации — это обеспечение гамбийских детей доступа к продовольствию, медицинскому обслуживанию и образованию.

## Достижения

### Командные
- Финалист Кубка MLS (2): 2007, 2013.
- Победитель Открытого кубка США (1): 2007.
- Чемпион Североамериканской суперлиги (1): 2008.
- Чемпион Гамбии (1): 2007.
- Обладатель Кубка Финляндии (1): 2018.

### Личные
- Лучший игрок второй недели чемпионата MLS (1): 2010[5].